# Фалина
Фалина — деревня в Слободо-Туринском районе Свердловской области. Входит в состав Слободо-Туринского сельского поселения.

## История
В «Списке населенных мест Российской империи» 1871 года Фалина (Агафонкова) упомянута как казённая деревня Туринского округа Тобольской губернии, при озере Подворном, расположенная в 76 верстах от окружного центра города Туринска. В деревне насчитывалось 60 дворов и проживало 293 человека (138 мужчин и 155 женщин). Функционировал запасный хлебный магазин.

## География
Фалина находится в юго-восточной части области, на расстоянии 3 километров к юго-востоку от села Туринская Слобода, в правобережье реки Тура, на западном берегу озера-старицы Фалинское.
Абсолютная высота — 61 метр над уровнем моря.

## Население
| 2002 | 2010 | 2021 |
| ---- | ---- | ---- |
| 215  | ↘173 | ↘124 |

Согласно результатам переписи 2002 года, в национальной структуре населения русские составляли 93 % из 215 чел.

## Известные уроженцы, жители
Кожевин, Алексей Петрович (1925-1944) - советский солдат, погиб смертю храбрых, закрыв собой пулемёт врага.